# Jaysuma Saidy Ndure
Jaysuma Saidy Ndure (Gambia, 1 de enero de 1984) es un atleta noruega de origen gambio, especialista en la prueba de 100 m en la que llegó a ser medallista de bronce europeo en 2012.

## Carrera deportiva
En el Campeonato Europeo de Atletismo de 2012 ganó la medalla de bronce en los 100 metros lisos, con un tiempo de 10.17 segundos, llegando a meta tras los franceses Christophe Lemaitre (oro con 10.09 s) y Jimmy Vicaut (plata con 10.12 segundos).